# Saint-Aignan-de-Couptrain
Saint-Aignan-de-Couptrain è un comune francese di 395 abitanti situato nel dipartimento della Mayenne nella regione dei Paesi della Loira.

## Società

### Evoluzione demografica
Abitanti censiti